# Scott Poteet
Scott "Kidd" Poteet (Chattanooga, 7 dicembre 1973) è un aviatore statunitense.

## Biografia
Poteet è un tenente colonnello ritirato dell'United States Air Force in cui ha prestato servizio per 20 anni. È un pilota esperto con oltre 3200 ore di volo su F-16, A-4, T-38, T-37, T-3 e Alpha Jet e oltre 400 ore di combattimento durante le operazioni Northern Watch, Southern Watch, Joint Guardian, Freedom's Sentinel e Resolute Support.
Nel 2021 ha ricoperto il ruolo di Direttore di volo della missione spaziale privata Inspiration4, la prima missione composta totalmente da un equipaggio civile.

### Polaris Dawn
Dal 2022 si addestra per partecipare alla missione Polaris Dawn con il ruolo di pilota della navicella Crew Dragon Resilience il cui lancio è previsto per il 26 agosto 2024.